# Żalin (wieś)
Żalin – wieś w Polsce położona w województwie lubelskim, w powiecie chełmskim, w gminie Ruda-Huta (w l. 1867–1954 w gminie Świerże).
| SIMC    | Nazwa    | Rodzaj    |
| ------- | -------- | --------- |
| 0106537 | Jamczyny | część wsi |
| 0106543 | Podkowa  | część wsi |

W latach 1975–1998 miejscowość administracyjnie należała do województwa chełmskiego. 
Wieś jest sołectwem w gminie Ruda-Huta. Według Narodowego Spisu Powszechnego (III 2011 r.) liczyła 297 mieszkańców i była czwartą co do wielkości miejscowością gminy Ruda-Huta.
Wierni Kościoła rzymskokatolickiego należą do parafii Świętych Apostołów Piotra i Pawła w Świerżach.

## Historia
Miejscowość wzmiankowana w XVII w. jako Wola Lacka należąca do dóbr Świerże. Ostatnim ich właścicielem (wraz z folwarkiem Żalin) był hr. Adam Tarnowski. W 1827 r. Żalin liczył 19 domów i 114 mieszkańców. Według "Słownika geograficznego Królestwa Polskiego" folwark Żalin zajmował obszar o pow. 568 mórg, a wieś Żalin składała się z 22 osad (gospodarstw) i łącznej powierzchni 534 morgi. W czasie powstania styczniowego 22 lutego 1863 r. doszło pod Żalinem do bitwy z wojskami rosyjskimi, w trakcie której kilkunastu powstańców zginęło, a dwóch dostało się do niewoli. Według spisu powszechnego z 30 września 1921 r. miejscowość liczyła 513 mieszkańców, w tym deklarujących narodowość polską 513, wyznanie rzym.-kat. 460, prawosławne 37, inne chrześcijańskie 2, mojżeszowe 14. Ok. 1920 roku w Żalinie powstała szkoła powszechna. Istniejący obecnie budynek szkoły wzniesiono w l. 1976-1983.
W miejscowości znajduje się kaplica rzymskokatolicka pw. Wniebowzięcia NMP należąca do parafii w Świerżach, zbudowana w 1982 r. Oprócz niej we wsi zachowały się dwie zabytkowe kapliczki: murowana z ok. poł. XIX w. i drewniana sprzed 1939 r. Na terenie miejscowości zachowały się ponadto pozostałości cmentarza ewangelickiego z pocz. XX w. i drewnianego wiatraka typu koźlarz z 1930 r. W 2000 r. miejscowość liczyła 345 mieszkańców, a łącznie z Żalinem Kolonią (216 mieszkańców) – 561.